# Campeonato de España de Baloncesto para Deportistas con Discapacidad Intelectual
El Campeonato de España de Baloncesto para deportistas con Discapacidad Intelectual es la máxima competición para equipos de baloncesto formados por personas con discapacidad intelectual en España. Se celebran anualmente desde 1992 auspiciados por la Federación Española de Deportes para Deportistas con Discapacidad Intelectual ([FEDDI]). Es un torneo de clubes con tres categorías según el nivel de los deportistas: Competición (nivel alto), Adaptado (nivel medio) y Habilidades (nivel bajo).